# Heinrich Grützner
Heinrich Grützner (* 27. April 1905 in Kirchberg/Hunsrück; † 13. März 1974 in Bonn) war ein Ministerialrat im Bundesministerium der Justiz.

## Leben
Nach dem Schulbesuch studierte Grützner Rechtswissenschaften an den Universitäten Königsberg, Heidelberg und Berlin. Am 15. Juli 1930 wurde er zum Assessor ernannt. Nach der Ermordung von Kurt von Schleicher im Rahmen der Röhm-Affäre versteckten Justizminister Gürtner und sein Personalchef Nadler in der Nacht vom 30. Juni/1. Juli 1934 die zur Vernichtung vorgesehenen Untersuchungsakten in der Personalakte des Assessors Grützner. Dort wurden sie nach 1945 gefunden und trugen zur Klärung des Mordfalles bei.
Am 16. Dezember 1934 wurde Grützner zum Staatsanwalt am Kammergericht in Neuruppin ernannt. 1941 wurde er dort zum ersten Staatsanwalt berufen.
Nach dem Zweiten Weltkrieg war Grützner ab 1951 im Bundesministerium der Justiz in Bonn tätig, wo er zum Oberregierungsrat und später zum Ministerialrat befördert wurde. 1970 wurde er als Leiter des Referates Internationales Strafrecht pensioniert.
Seit 1957 war Grützner zudem Mitglied – später Vorstandsmitglied und bis 1966 Vizepräsident – des Europäischen Ausschusses für Strafrechtsprobleme.

## Auszeichnungen
- 1961: Großes Goldenes Ehrenzeichen für Verdienste um die Republik Österreich[2]

## Werke
Grützner ist Gründer des Loseblattwerkes Internationaler Rechtshilfeverkehr in Strafsachen. Als ehemaliger wissenschaftlicher Mitarbeiter von Prof. Karl Klee war Grützner von 1953 bis 1974 neuer alleiniger Herausgeber von Goltdammers Archiv für Strafrecht, ehemals Archiv für Strafrecht und Strafprozess, Herausgegeben 1920–1933 von Prof. Karl Klee.

## Schriften
- Die Vorteilsausgleichung und die Billigkeit mit Hinweisen auf das österreichische, schweizerische, französische und englische Recht. 1932 (Dissertation)